# Bertha Townsend
Bertha Louise Townsend Toulmin (Filadelfia, 7 marzo 1869 – 12 maggio 1909) è stata una tennista statunitense.

## Carriera
Ha vinto gli U.S. National Championships nel 1888 e nel 1889.
È entrata a far parte della International Tennis Hall of Fame nel 1974.

## Finali del Grande Slam

### Singolare

#### Vinte (2)
| Anno | Torneo                 | Avversario in finale | Risultato |
| 1888 | U.S. Championships (1) | Ellen Hansell        | 6-3, 6-5  |
| 1889 | U.S. Championships (2) | Lida Voorhees        | 7-5, 6-2  |

#### Perse (1)
| Anno | Torneo             | Avversario in finale | Risultato |
| 1890 | U.S. Championships | Ellen Roosevelt      | 2-6, 2-6  |